# キングダム〜戦国の七雄
『キングダム〜戦国の七雄』（きんぐだむ せんごくのしちゆう、原題：风云战国之列国）は、2019年の中国のテレビドラマ。全7話。

## 概要
春秋戦国時代を舞台にした、各話独立の中国歴史ドラマ。

## スタッフ
- 監督・脚本：金鉄木
- 撮影監督：雷載興
- 美術監督：韓琪傑
- 音楽：張鎰麟
- VFX：賈寅超
- 衣装：康玉生

## 主題歌
- 豈曰無衣（エンディング）[1]

作曲：張鎰麟、歌：湯非

## 各話あらすじ

### 第1話（燕編／消え去りし国）
紀元前11世紀、商に代わり周が成立した。周の武王は弟である召公を燕に封じた。これが燕の始まりである。
燕は800年を超える歴史と戦国七雄で最も高貴なる血筋を持つ。秦は西北地域を占拠し、燕は広大な遼東地方を有していた。長いあいだ辺境にあった２つの国はなぜ相反する道を歩む事になったのか。
紀元前314年、燕国都・薊城。斉軍によって捕虜の身となった燕王の子之が刑場に向かう。子之は禅譲を受けた王である。
当時、王位は世襲が通例だった。だが先代の燕王は時代に逆らい、自ら王位を臣下に譲ったのだ。燕とはどのような国であったのだろうか。

#### 登場人物・出演者
- 姫噲：徐哲

燕国の第38代君主。王位を子之に譲る。
- 子之：程文博

燕国の相邦（百官の最高位）。
- 鹿毛寿（中国語版）：曹娱

燕国の大夫。
- 姫職：王勁松（中国語版）

燕国の第39代君主（昭王）。
- 蘇秦：殷小迪

燕国の政治家。

### 第2話（趙編／動乱の国）
勇猛な反面、勝手気ままな一族。わずか一代で勃興し戦によって盛衰した国、それが趙だ。唯一、秦と渡り合えた強国である。趙は何が原因で瞬く間に隆盛を誇り、そして没落したのだろうか。
紀元前295年（戦国時代中期）、趙国の沙丘宮 (河北省平郷)という宮殿で趙の王族同士が殺しあった。謀反を起こした趙章は殺され、主父・趙雍は沙丘宮に幽閉された。
輝かしい名声をとどろかせた武霊王・趙雍は戦国時代で最も有名な王の一人だ。「胡服騎射」を提唱し自分一人の力で趙を強国に押し上げた。偉大な武霊王がこんな最後を迎えると誰が思っただろう。趙の興亡は人の想像を超越した物語なのである。

#### 登場人物・出演者
- 趙無恤：李北

趙氏の第7代当主（趙襄子）。
- 趙雍：于栄光

趙国の第6代君主（武霊王）。
- 趙章（中国語版）：候添方

趙雍の長男。
- 趙何：林子鉄

趙国の第7代君主（恵文王）。
- 趙成（中国語版）：楊程茗

趙国の貴族で趙雍の叔父。
- 肥義（中国語版）：趙作山

先王の重臣で趙国の相邦。
- 李兌（中国語版）：左祐

趙国の大夫。
- 田不礼（中国語版）：

代の相邦。趙章と共に反乱を起こす。
- 藺相如：徐利清

趙国の使臣。
- 李牧：高健勛

趙国の将軍。
- 姫尚：

中山王。中山国は紀元前296年に武霊王によって滅ぼされた。

### 第3話（楚編／貴族の死）
密林と草原の地に勃興した神秘的な国があった。それが楚である。戦国七雄の中で最大の領土を有し、秦と並び立つ可能性を持っていた国だ。だが滅亡の運命からは逃れられなかった。歴史の罠は一体どこに潜んでいたのだろうか。
紀元前381年、戦国時代初期のことだ。楚王の葬儀の場で、楚の貴族たちが楚の令尹（楚王に次ぐ百官の長）・呉起に襲いかかった。呉起は、元は楚人ではなく平民出身であった。貴族たちの恨みを買うまでに何があったのか。
この事件が楚の運命を変えることとなった。

#### 登場人物・出演者
- 呉起：秦隽哲

楚の令尹。元は西河（魏国）の郡守で、武卒という軍隊を作った。
- 熊槐：林永健（中国語版）

楚の第37代君主（懐王）。

### 第4話（韓編／権謀術数の代償）
公正無私な「忠義の国」として天下に知られ一流の政治術で周囲からの侵略を防いだ国、それが韓である。世の強力な弓は皆、韓国で生み出されたとも言う。戦国七雄のうち、なぜ韓が最初に滅亡したのだろうか。
戦国時代中期の紀元前293年、伊闕と呼ばれる地で韓と魏の連合軍が秦に惨敗し24万人が殺された。凄絶な伊闕の戦いは戦国時代の重要な転換点となり韓を未曾有の危機へと突き落としたのだった。
韓の物語は春秋時代から始まる。紀元前583年、晋の大氏族・趙氏が滅ぼされた。他の氏族が趙氏との関係を断つ中、唯一、韓厥だけが例外だった。晋の重臣である韓厥は幼くして趙家に引き取られ育てられた。趙氏が滅びかけた時、韓厥は命がけで趙氏の孤児を救った。そして趙氏は再興を果たす。韓厥が「恩を忘れず報いる人」という印象を刻みつけ、「韓氏は忠義の一族だ」ということが天下に広まった。
100年余りのち（紀元前455年）、韓氏は晋の強豪氏族（拠点は陽翟）となっていた。韓厥の子孫・韓虎は趙氏と盟を結び、魏氏を加えた三氏で晋の領土を分割した。人口も土地も韓氏が三氏で最小だった。位置も四面を敵に囲まれており、韓氏は生存をかけて南方の鄭を手に入れようとしていた。
紀元前403年、韓・趙・魏の三家は諸侯に封じられ、ここに韓・趙・魏の三国が正式に誕生した。礼儀と秩序を標榜した春秋時代が終わり、武力征服と弱肉強食が世の掟となった七大国が覇権を争う戦国時代が始まったのである。
紀元前375年、ついに鄭を滅ぼした韓は一躍、戦国初期の強国となった。上古においては一つの部族が数百年を経て最終的に国家となり、部族の性質がその国民性となる。忠義で公正、開拓して前進する。それが建国初期の韓人である。

#### 登場人物・出演者
- 韓咎：周登海

韓国の第9代君主（釐王）。韓氏では20代目。
- 姫獳：張晨音

晋国の第26代君主（景公）。
- 屠岸賈（中国語版）：高健勛

晋国の大夫。
- 韓厥：王昭

晋国の大夫。
- 趙荘姫（中国語版）：張肖

景公の姉。
- 趙武：

趙荘姫の息子。
- 韓虎：孫超

韓氏の第10代当主（韓康子）。
- 段規（中国語版）：劉愛国

韓氏の食客。晋国の分割に関して韓虎に問われると、「必ず成皋（やせ地で作物が取れない）を手に入れてください」と進言した。
- 姫午：鞠鵬蛟

東周（都は洛邑）の威烈王。
- 韓虔：曹徳海

韓国の初代君主（景公）。
- 哀侯：李涛

韓国の第4代君主。鄭を滅ぼし都を新鄭に移す。
- 韓廆（中国語版）（俠累）：王国成

韓国の相邦。
- 厳遂（中国語版）（厳仲子）：賀建峰

韓国の大夫。韓廆を妬み仲たがいする。
- 聶政：高明

犬の屠殺人で、厳遂に見込まれ韓廆を暗殺する。
- 韓若山：魯翰承

韓国の第5代君主（懿侯）。「魏を滅ぼし改めて晋を統一したい」と考えていた。紀元前369年、両君主の意見が合わず頓挫した韓と趙の連合軍が魏を攻めたが、魏国の濁沢
- 趙種：尹哲飛

趙国の君主（成侯）。「魏を滅ぼし改めて晋を統一したい」と考えていた。紀元前369年、魏国の濁沢で「魏罃を殺し魏緩を君主に立てよう」と提案するが、韓の懿侯は「魏を二分して国力を削ごう」と提案する。このことが後に、魏の恵王（魏罃）から恨みを抱くこととなる。
- 韓武：李北

韓国の第6代君主（昭侯）。
- 申不害：海一天（中国語版）

韓の政治家。
- 韓然：楊程茗

韓国の第10代君主（桓恵王）。
- 張平：劉鳴

韓国の相邦。漢開国の功臣・張良の父親。
- 馮亭：南寧

上党（韓の一部）の郡守。
- 鄭国：段冉

韓国の水利技術者。秦王に涇水から洛水への水路建設を承諾させ、一時的に秦による韓への侵攻を遅らせる。後に鄭国渠を作る。
- 韓安：程飛

韓国の末代（第11代）君主。
- 韓非：白宝源

韓国の公子で韓安の叔父。韓非子の著者。
- 姚賈：斉尓洛

秦国の上卿。秦王（嬴政）に「韓非の学問は使っても韓非自身は使ってはなりませぬ」と進言する。

### 第5話（魏編／士人たちの呪い）
先駆けとなって変法を行い秦に衝撃を与えた国。戦国時代、最初の覇者となった魏である。だが彼らは転げ落ちるように滅びていった。その栄光と最後の没落ぶりは鮮やかなコントラストをなしていた。
紀元前407年、魏の将軍・楽羊は中山国を攻めたが、楽羊の息子は中山国に仕えていた。中山君は楽羊の勢いを恐れて、その息子を煮て羹を作り届けてきた。この頃はどんな時代であり、魏はどんな国であったのか。なぜこれほど忠義に厚く残忍な人物が生まれたのか。
春秋時代末期、一つの時代が終わろうとしていた。子夏は孔子の弟子であり「孔門十哲」の一人だ。彼は普通の老人とは異なり、年を経るほどに斬新な思想を展開させていった。子夏は学問と士官の両立を唱え、政治は時代と共に進むべきだと訴えた。魏氏一族の領袖・魏斯を弟子に迎えた子夏は、初めて「国師」の称号を得た士人となった。
上古において貴族と平民との間に士人という階層が出現し、春秋時代末期にはますます拡大していた。彼らは貴族のような特権や富を持たず学問と文化に身を捧げる。子夏は当時の士人にとって魂の師であった。魏斯は魏の西河地区に子夏のための学堂を作った。そこへ天下の士人が押し寄せ誕生したのが西河学派だ。一人の士人と一人の君主、一つの学派がそろい新時代の扉が開かれることとなった。

#### 登場人物・出演者
- 楽羊：耿力樹

平民出身の魏国の将軍で、魏軍の統帥として中山国を討つ。
- 魏斯：鄭則仕

魏国の初代君主（文侯）。紀元前403年、斉の康公を使い東周の都・洛邑で天子にまみえ、諸侯に封じられた。
- 子夏：馬進文

孔子の弟子。西河学派の祖。
- 李悝：李嘉龍

子夏の弟子で魏国の相邦。
- 翟璜（中国語版）：祝之山

魏国の大夫。中山国を討つ将軍として、楽羊を推挙する。
- 任座（中国語版）：賀広治

魏国の士人。
- 姜貸：劉国江

斉の康公。紀元前404年、魏、趙、韓の連合軍に攻め入られ投降する。

### 第6話（斉編／安寧の謎）
それは戦国七雄の中で最も栄えた都と最多の人口を有した国。世の学問の中心たる学び舎を持ち、芸術面でも他の六国を大きく引き離した。それが斉である。その国力は一時、秦に並んだ。一方で、敵軍に城門を開け歓迎してしまう国民気質。不可思議な斉。その興亡の秘密はどこにあるのだろう。
紀元前284年（戦国後期）、楽毅率いる燕の軍隊が斉の大部分を占領し、湣王・田地は東方の莒城へ逃げた。中国古代の王の中でも田地の最後は衝撃的だった。彼は一体どんな王で何をしてしまったのか。田氏一族の物語は、田地より300年前から語らなければならない。
紀元前672年、斉国都・臨淄。陳（南方の国）の公子・陳完は内紛を逃れ斉までやってきた。斉の君主はまさに春秋五覇の一人、桓公であった。謙虚な陳完は斉の桓公の信用を得た。桓公は陳完が斉の命運を根底から変えることなど知る由もなかった。
陳完の死後、陳氏は田氏と改め一族の勢力を伸ばしていった。五代目の当主・田乞は、意表を突く作戦で一族に隆盛をもたらした。かつて周代の功臣・呂尚は斉の地に封じられた。『封神演義』では姜子牙として知られ、一流の策略家であった。田氏もその影響か、やはり策略を得意としていた。田乞は新君主を立て自らが相邦となり、斉の権力を握ったのである。
田氏のように陳出身者には策士が多い。『道徳経』を書いた老子も陳の人間だ。だが田氏はされに意志の強い一族であった。一族全体の利益のためなら肉親の命さえ犠牲にした。田書の鼓舞を受け斉軍には決死の覚悟が満ちた。艾陵の戦いは斉の大敗に終わった。王侯貴族らは戦死するか呉の捕虜となった。彼らはみな田氏の政敵だった。これ以降、田氏に面倒な敵はいなくなった。
紀元前391年、田和は姜斉の王を島流しにし、新たな「斉」を建てた。田氏は八代（286年）にわたる奮闘の末、ついに斉を手に入れたのだ。そして歴史は戦国時代へと突入する。

#### 登場人物・出演者
- 田地：李立群

斉国の第6代君主（湣王）。
- 淖歯：戸元松

斉国の相邦。
- 陳完：苗軼凡

陳国の公子。
- 姜小白：鄭建偉

斉国（姜斉）の第16代君主（桓公）。
- 田乞：劉鳴

斉国の大夫。
- 鮑牧（中国語版）：郭輝

斉国の大夫。
- 陽生：左佑

斉国の公子。
- 田書（中国語版）：呉松

田乞の弟。
- 田和：薛国強

斉国（田斉）の初代君主（太公）。
- 姜貸：劉国江

斉国（姜斉）の第32代君主（康公）。

### 第7話（秦編／秦である理由）
草原から興り蛮夷と見なされた国があった。文化は他国に後れ、諸子百家を一人も輩出できなかった。だがその蛮夷が結局は六国を滅ぼした。その国こそ秦である。戦国七雄で最終的に中原を統一したのは、なぜ秦だったのだろうか。
紀元前362年、献公が世を去り、太子・嬴渠梁が即位した。戦国時代初期の覇者は、率先して変法を行った魏であった。秦は魏からの攻撃を受け、危機のさなかにあった。この40年間に一人の君主が自害し、一人の太子が即位できず、一人の君主と母が深淵に沈められた。貴族が権力を振るい内乱は絶えず、君主は地位を脅かされた。
戦国七雄の中で、秦人の出自は最も卑しかった。山東の六国は秦を蛮夷と見下し、国交を結ぼうとしなかった。

#### 登場人物・出演者
- 嬴渠梁：李嘉龍

秦国の第25代君主（孝公）。
- 嬴虔（中国語版）：王国華

秦国の貴族。
- 公孫鞅：喻恩泰（中国語版）

魏国の士人。
- 嬴蕩：戸元松

秦国の第27代君主（武王）。
- 嬴稷：童天吴

秦国の第28代君主（昭襄王）。
- 嬴稷：童天吴

秦国の第31代君主（始皇帝）。
- 呂不韋：徐哲

秦国の相邦。仲父と呼ばれる。